# روبرت باركر (رائد فضاء)
روبرت باركر (بالإنجليزية: Robert A. Parker)‏ (و. 1936  م) هو رائد فضاء، وفيزيائي أمريكي، ولد في نيويورك.

## التعليم
تعلم في كلية أمهرست.